# Camilla Andersen
Camilla Andersen (Gentofte, 5 luglio 1973) è un'ex pallamanista danese.
Con la maglia della nazionale danese ha vinto l'oro olimpico ai Giochi di Atlanta 1996 e ai Giochi di Sydney 2000.

## Palmarès

### Club
- EHF Champions League: 1

Slagelse: 2003-2004
- EHF Cup: 1

Slagelse: 2002-2003
- EHF Challenge Cup: 1

Buxtehuder: 1993-1994
- Campionato danese: 1

Slagelse: 2003
- Coppa di Danimarca: 2

Frederiksberg IF: 1997
Slagelse: 2002
- Campionato norvegese: 1

Baekkelaget: 1997
- Coppa di Norvegia: 1

Baekkelaget: 1996

### Nazionale
- Oro olimpico: 2

Atlanta 1996
Sydney 2000
- Campionato mondiale

 Oro: Germania 1997
 Argento: Norvegia 1993
 Bronzo: Austria-Ungheria 1995
- Campionato europeo

 Oro: Germania 1994, Danimarca 1996
 Argento: Paesi Bassi 1998

### Individuale
- Migliore centrale ai campionato mondiale: 1

Germania 1997
- Migliore centrale ai campionato europeo: 2

Germania 1994, Paesi Bassi 1998
- Migliore giocatrice del campionato danese: 1

2003
- Migliore centrale del campionato danese: 1

2004